# Halal Snack Pack

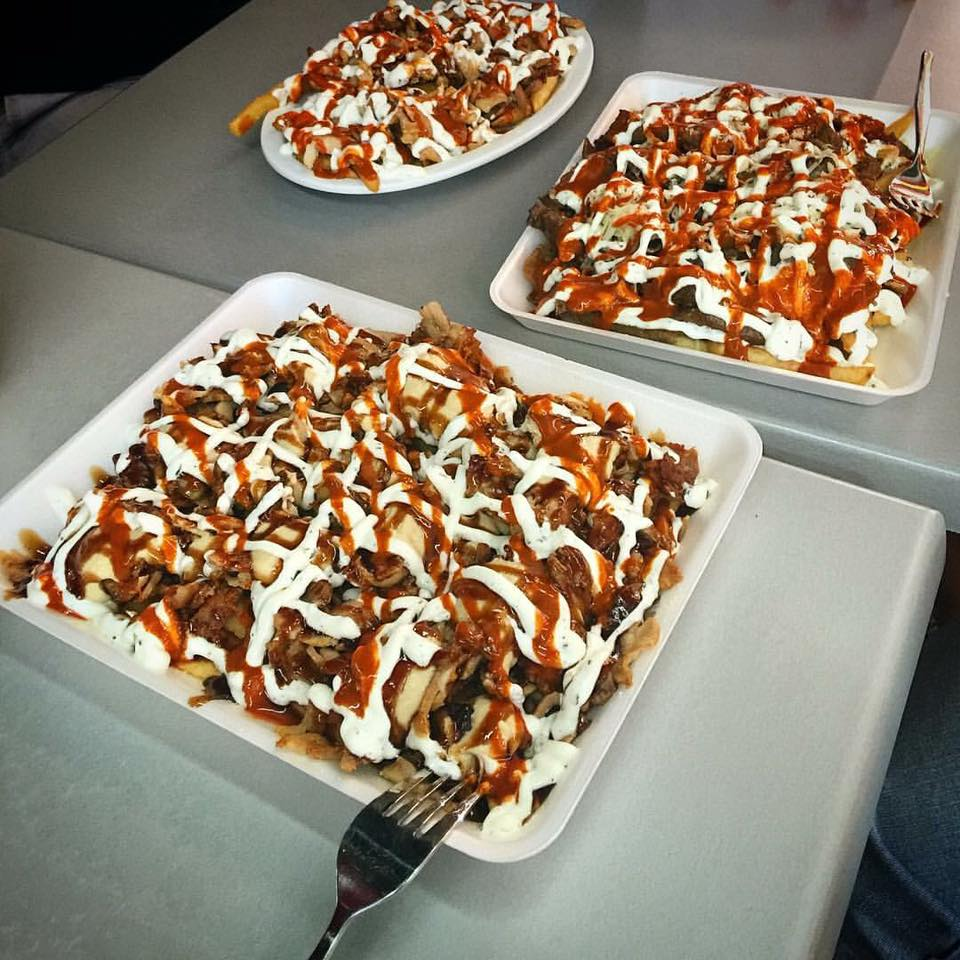
Australische Halal Snack Packs

Ein Halal Snack Pack (HSP) ist ein Gericht aus Halāl-zertifiziertem Döner-Kebab-Fleisch vom Rind, Hühnchen oder Lamm, Pommes frites und einer oder mehrerer Soßen wie Chili-, Knoblauch- bzw. Barbecuesauce. Joghurt, Käse, Jalapeños bzw. Hummus sind optionale Zutaten. Der Halal Snack Pack ist die Ost-Australische Variante des Adelaide AB, einem ähnlichen Gericht aus Gyros, das oft auch aus Schweinefleisch zubereitet wird.